# (1713) Bancilhon
(1713) Bancilhon es un asteroide que forma parte del cinturón de asteroides y fue descubierto el 27 de septiembre de 1951 por Louis Boyer desde el observatorio de Argel-Bouzaréah, Argelia.

## Designación y nombre
Bancilhon recibió al principio la designación de 1951 SC.
Más tarde se nombró en honor de la astrónoma francesa Odette Bancilhon.

## Características orbitales
Bancilhon orbita a una distancia media de 2,228 ua del Sol, pudiendo acercarse hasta 1,815 ua. Su excentricidad es 0,1852 y la inclinación orbital 3,746°. Emplea 1215 días en completar una órbita alrededor del Sol.